# 앞산

앞산공원

앞산은 대한민국 대구광역시 남쪽에 위치한 해발고도 660.3m의 산이다. 1832년 편찬된 《대구읍지》에는 성불산(成佛山)으로 표기돼 있어 성불산이 본래 이름으로 보인다. 산성산(653m), 대덕산(546m), 성북산(589m)이 주변에 연속적으로 이어져 있다. 대구광역시는 1971년 앞산 일대를 앞산공원으로 고시하였다.

## 구성
- 앞산: 660.3m (대구 달서구와 남구 경계)
- 산성산: 653m (대구 남구와 수성구, 달성군 가창면 경계)
- 대덕산: 546m
- 성북산: 589m
- 큰골 - 대명동, 앞산공원관리사무소, 낙동강승전기념관
- 고산골 - 봉덕동, 청소년 심신수련장
- 안지랑골 - 대명동, 안일사
- 용두골 - 파동
- 달비골 - 도원동

## 주요 시설
- 기념관 - 낙동강 승전 기념관
- 기념비 - 충혼탑, UN 참전 기념비
- 체육시설 - 수영장, 궁도장, 승마장, 골프연습장
- 시비·동상 - 이호우시비, 이윤수의 시비, 이시영선생 순국기념비, 임용상의사상, 송두환의사상
- 청소년시설 - 청소년수련원, 청소년 심신수련장
- 사찰 - 안일사, 법장사, 은적사, 임휴사 원기사 등

## 방송 송신 시설
| 디지털TV  |                   |           |                     |      |                                                        |
| 가상채널  | 방송국명          | 호출부호  | 물리채널            | 출력 | 가시청권                                               |
| CH 6-1    | TBC 대구 디지털TV | HLDE-DTV  | CH 32               | 20㎾ | 대구 전지역, 경산, 구미, 칠곡, 성주, 고령 등 경북 일부 |
| CH 7-1    | KBS대구 DTV2      | HLQH-DTV  | CH 30               | 20㎾ | 대구 전지역, 경산, 구미, 칠곡, 성주, 고령 등 경북 일부 |
| CH 9-1    | KBS대구 DTV1      | HLKG-DTV  | CH 31               | 20㎾ | 대구 전지역, 경산, 구미, 칠곡, 성주, 고령 등 경북 일부 |
| 10-1      | EBS 1TV           | HLQL-DTV  | CH 33               | 20㎾ | 대구 전지역, 경산, 구미, 칠곡, 성주, 고령 등 경북 일부 |
| 10-2      | EBS 2TV           | HLQL-DTV  | CH 33               | 20㎾ | 대구 전지역, 경산, 구미, 칠곡, 성주, 고령 등 경북 일부 |
| CH 11-1   | 대구MBC 디지털TV  | HLCT-DTV  | CH 31               | 20㎾ | 대구 전지역, 경산, 구미, 칠곡, 성주, 고령 등 경북 일부 |
| FM라디오  |                   |           |                     |      |                                                        |
| 주파수    | 방송국명          | 호출부호  |                     | 출력 | 가시청권                                               |
| 97.1MHz   | 대구CBS 음악FM    | HLKT-FM   |                     | 1㎾  | 대구 전지역, 경산, 구미, 칠곡, 성주, 고령 등 경북 일부 |
| 98.3MHz   | WBS대구원음방송   | HLCS-FM   |                     | 1㎾  | 대구 전지역, 경산, 구미, 칠곡, 성주, 고령 등 경북 일부 |
| 107.5MHz  | 대구국악방송      | -         |                     | 1㎾  | 대구 전지역, 경산, 구미, 칠곡, 성주, 고령 등 경북 일부 |
| 지상파DMB |                   |           |                     |      |                                                        |
| 앙상블명  | 방송국명          | 호출부호  | 채널(주파수)        | 출력 | 가시청권                                               |
| U-KBS     | KBS STAR          | HLKG-TDMB | CH 7-B (177.008MHz) | 90㎾ | 대구 전지역, 경산, 구미, 칠곡, 성주, 고령 등 경북 일부 |
| U-KBS     | HD KBS STAR       | HLKG-TDMB | CH 7-B (177.008MHz) | 90㎾ | 대구 전지역, 경산, 구미, 칠곡, 성주, 고령 등 경북 일부 |
| U-KBS     | KBS HEART         | HLKG-TDMB | CH 7-B (177.008MHz) | 90㎾ | 대구 전지역, 경산, 구미, 칠곡, 성주, 고령 등 경북 일부 |
| U-KBS     | KBS MUSIC         | HLKG-TDMB | CH 7-B (177.008MHz) | 90㎾ | 대구 전지역, 경산, 구미, 칠곡, 성주, 고령 등 경북 일부 |

## 같이 보기
- 한국의 산
- 팔공산
- 비슬산
- 최정산
- 가야산
- 금오산